# Fregaty rakietowe typu Alvand
Fregaty rakietowe typu Alvand (Saam) – typ czterech irańskich lekkich fregat rakietowych zbudowanych na początku lat 70. XX wieku w Wielkiej Brytanii. W aktywnej służbie pozostają trzy okręty tego typu.
Po rewolucji islamskiej w Iranie w 1979 roku nazwy wszystkich okrętów, nawiązujące do postaci z perskiego eposu Szahname, zostały zmienione na nazwy irańskich gór.
W 1988 roku jeden z okrętów ("Sahand") zatonął podczas konfrontacji z lotnictwem Marynarki Wojennej Stanów Zjednoczonych w trakcie operacji "Praying Mantis".

## Okręty
- 71 "Alvand" (wcześniej: DE-12 "Saam")
- 72 "Alborz" (DE-14 "Zaal")
- 73 "Sabalan" (DE-16 "Rostam")
- 74 "Sahand" (DE-18 "Faramarz")